# Bolivaritettix latipulvilus
Bolivaritettix latipulvilus är en insektsart som beskrevs av Zheng, Z., G. Jiang och Jianwen Liu 2005. Bolivaritettix latipulvilus ingår i släktet Bolivaritettix och familjen torngräshoppor. Inga underarter finns listade i Catalogue of Life.